# Grotte des Trois-Visiteurs
La grotte des Trois-Visiteurs (chinois : 三游洞 ; pinyin : sānyóu dòng) est une grotte située sur la rive gauche du Yangzi Jiang (Yang-Tsé), sur le territoire de la ville-préfecture de Yichang, province de Hubei en République populaire de Chine.
Elle tient son nom de trois poètes célèbres ayant visité les lieux Bai Juyi (白居易)、Bai Xingjian (白行简) et Yuan Zhen (元稹) et ayant inscrit des poèmes sur les parois de la grotte.

## Galerie

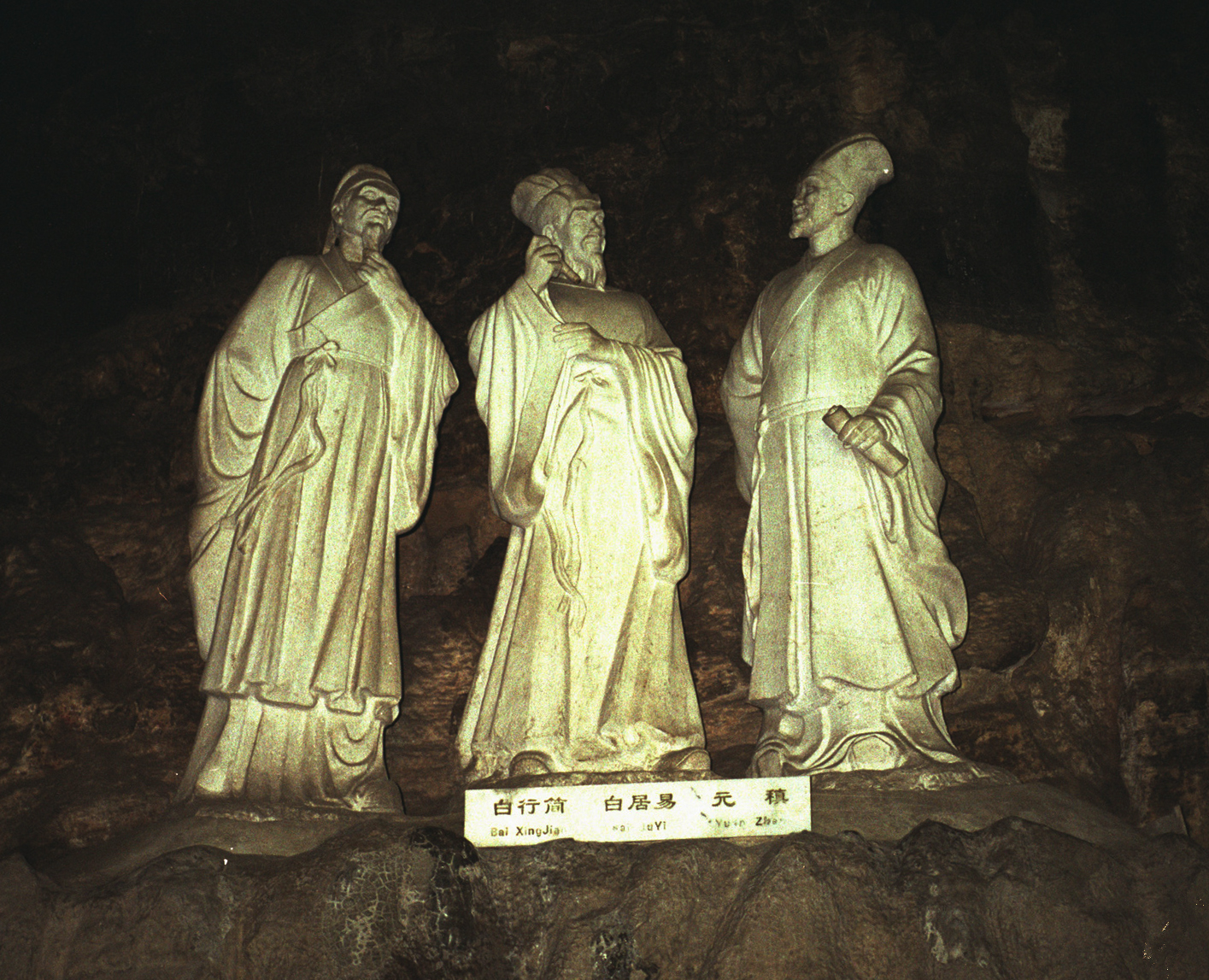
Les 3 poètes visiteurs de la grotte
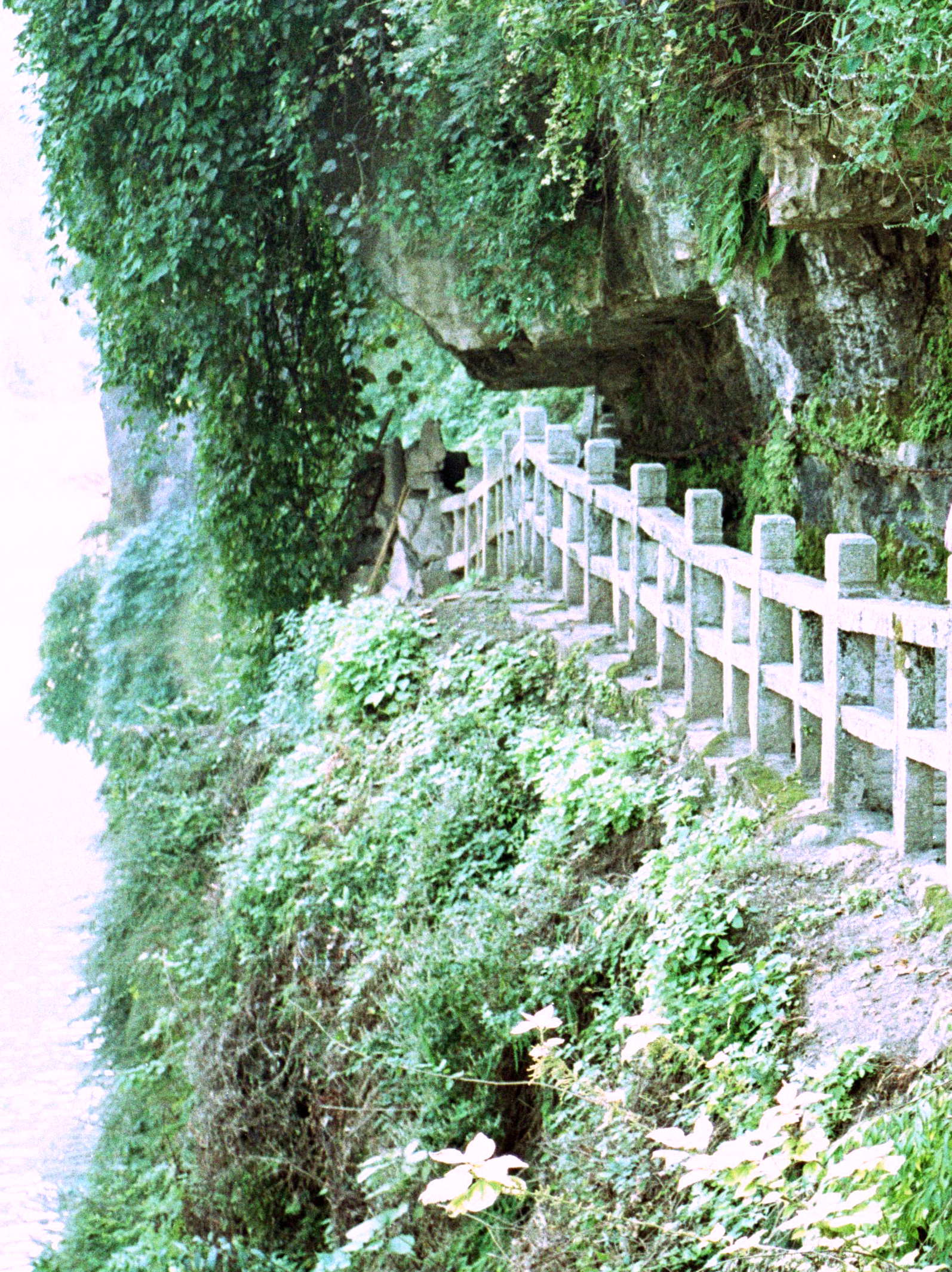
Chemin de la grotte en bord de falaise
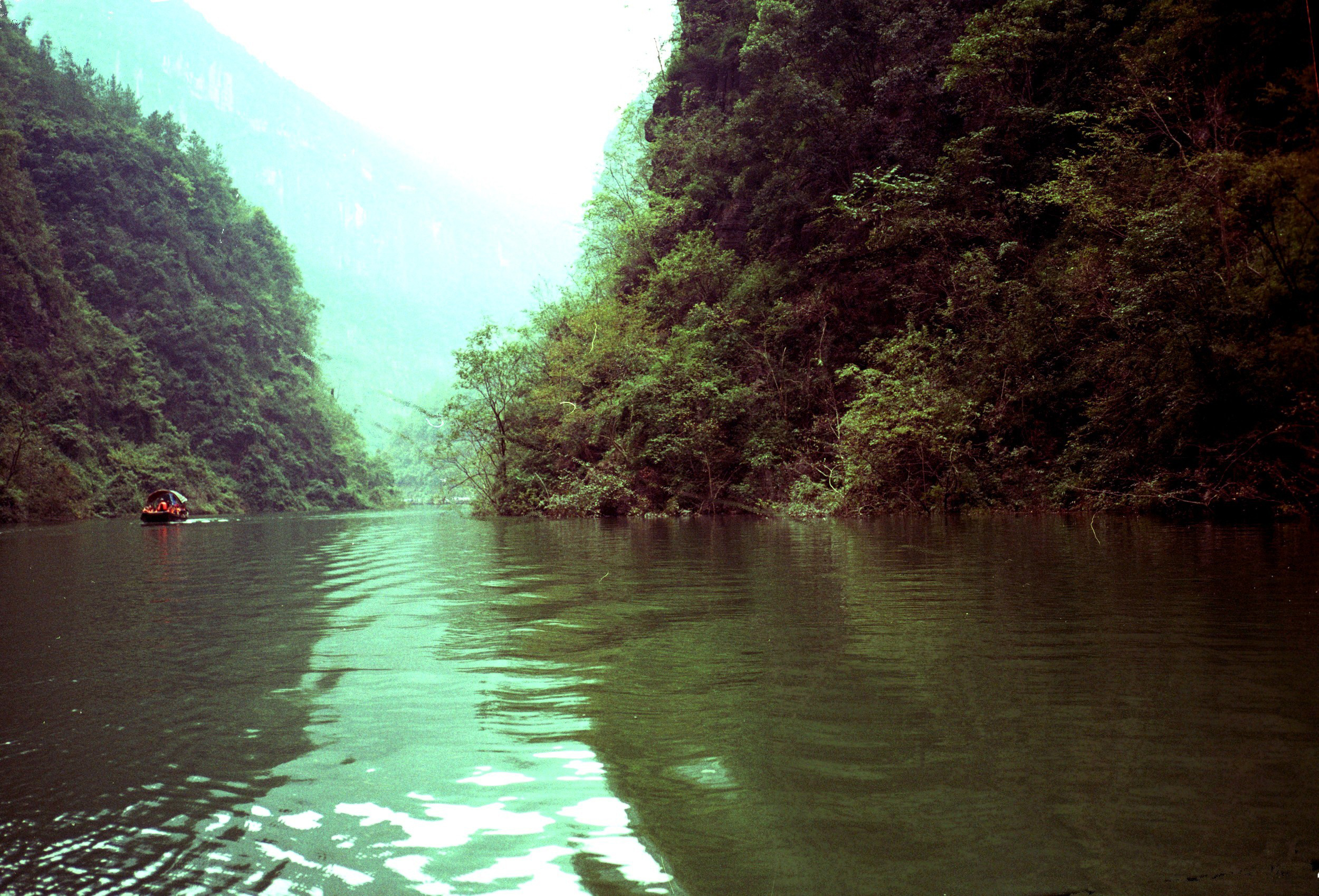
le fleuve aux abords de la grotte
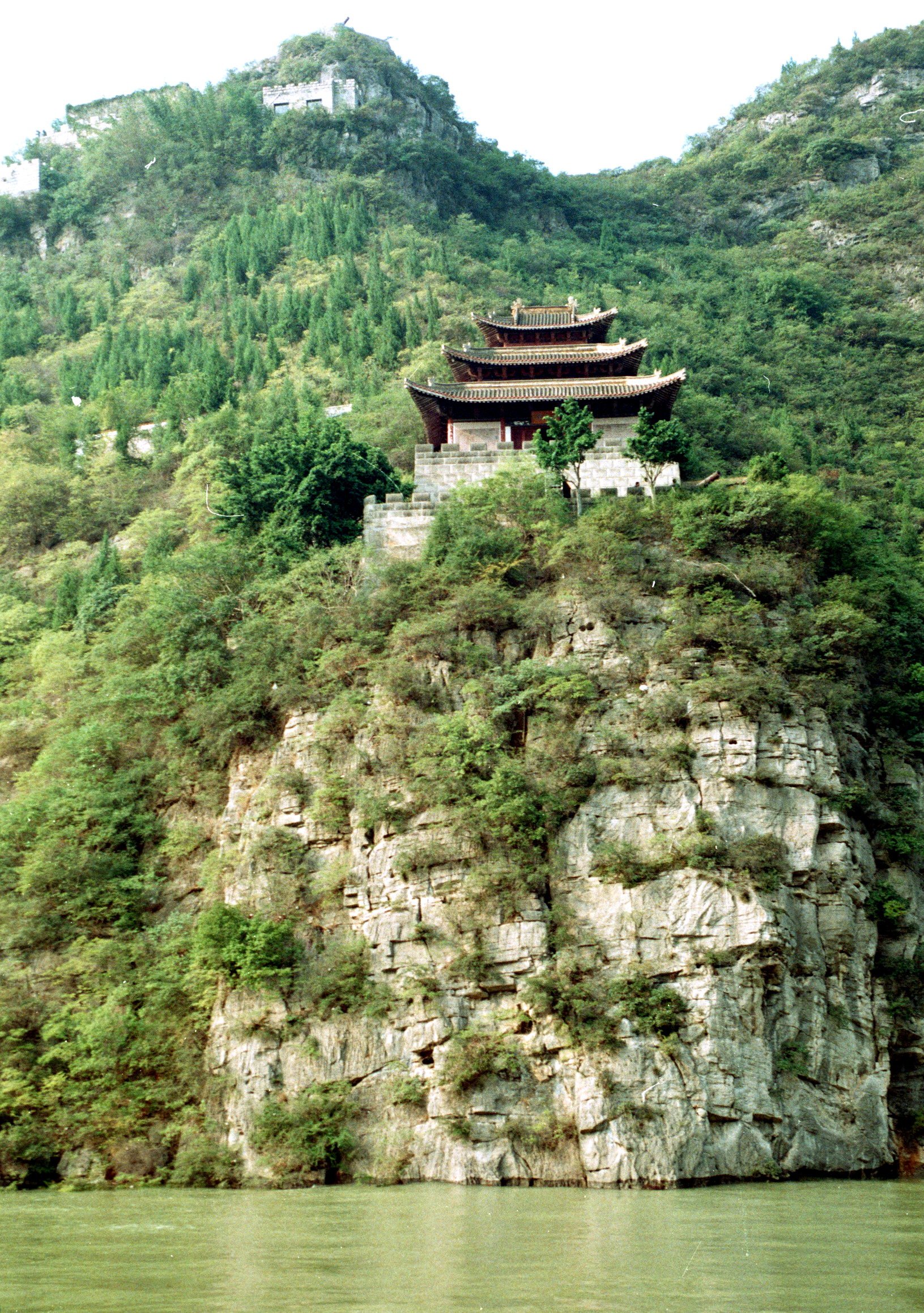
Terrasse du tambour
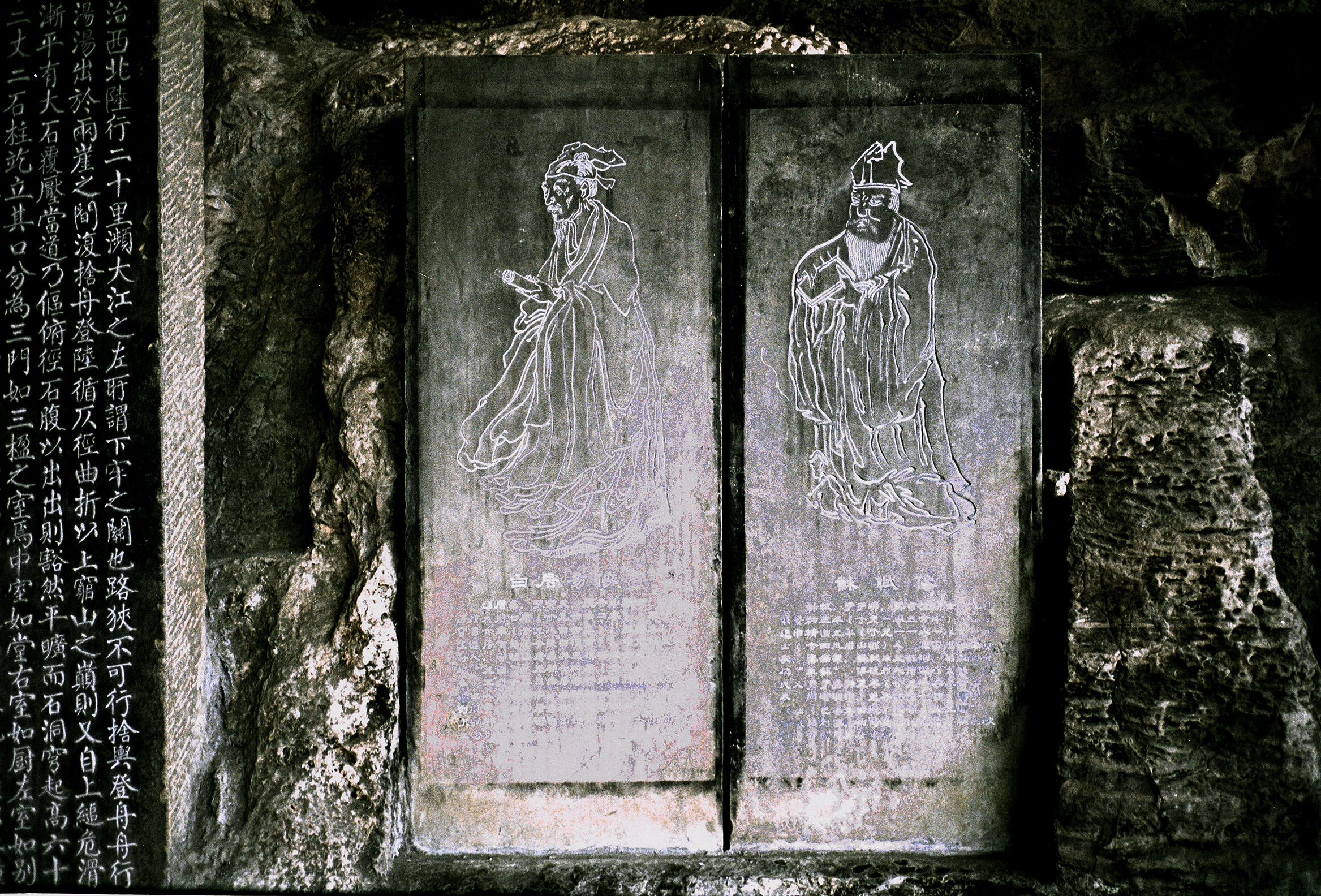
calligraphies aux abords de la grotte